# Gracia Mendes Nasi
Gracia Mendes Nasi, även känd som Beatrice de Luna, född 1510, död 1569, var en osmansk affärskvinna. Hon var en av de rikaste judinnorna under renässansen. Hon var gift med Francisco Mendes Benveniste och faster/moster samt affärspartner till Joao Micas Josef Nasi. Gracia Mendes Nasi var en framträdande affärsidkare i det Osmanska riket. Hon bildade ett nätverk som ska ha räddat hundratals judiska flyktingar undan inkvisitionen. 

## Biografi
Gracia Mendes Nasi föddes i Lissabon. Hennes familj var officiellt nykristna men praktiserade judendom i hemlighet. Hennes make Francisco Mendes Benveniste var en förmögen kryddhandlare som även var bankir och lånade ut pengar till Portugals kung.
Efter sin makes död 1535 flyttade hon till Antwerpen för att överta sin makes verksamhet i staden. Genom sitt internationella kontaktnät kunde hon hjälpa judar att fly undan inkvisitionen i Portugal-Spanien till Nederländerna. 
1544 flyttade hon till Venedig och sedan till Ferrara. Hon gjorde sig känd som mecenat, filantrop och för sitt stöd för judar. 1553 flyttade hon till Konstantinopel i Osmanska riket. I Konstantinopel kunde hon öppet praktisera judendomen och blev en ledande gestalt i den judiska gemenskapen. Hon köpte 1558 staden Tiberias i Palestina och använde sedan sina pengar och kontakter för att hjälpa judiska emigranter från förföljelsen i Europa till Palestina.